# Sekundærrute 221
Sekundærrute 221 er en rutenummereret landevej på Amager.
Ruten strækker sig fra Tårnby til Dragør.
Rute 221 har en længde på ca. 7 km.